# Pedro da Fonseca Luzio
Pedro da Fonseca Luzio ou Lúcio (Campo Maior, c. 1610 — Vila Viçosa, 1662/3) foi um compositor português do Barroco.

## Biografia

Paço Ducal de Vila Viçosa

Pedro da Fonseca nasceu por volta de 1610 em Campo Maior. A sua formação musical passou por Évora, onde foi discípulo de Manuel Rebelo. Acrescentou Luzio ao seu nome de batismo como título académico. Foi inicialmente para Vila Viçosa como clérigo e só depois foi admitido como mestre de capela no Paço Ducal de Vila Viçosa, o que aconteceu por volta de 1640 / 1644, sucedendo ao Pe. Manuel Pessoa. Morreu em 1662 ou 1663, substituído-o no cargo Frei Francisco de Arruda.
A Biblioteca Real de Música guardava diversas obras da sua autoria, o que demonstrava o apreço que conquistou de D. João IV. São listadas no Index mais de quarenta vilancicos e algumas obras sacras que foram destruídas aquando do sismo de Lisboa de 1755. Contudo, sobreviveu ainda um corpus muito significativo no Paço Ducal de Vila Viçosa e Arquivo Distrital de Braga.

## Obras
- Biblioteca do Paço Ducal de Vila Viçosa:
  - Livro de salmos (1735) - 5 obras[6]
- Arquivo Distrital de Braga:
  - P-BRp 967 (1615) - 42 obras[7]

### Obras perdidas
- Mais de quarenta vilancicos para várias celebrações[5]